# 東武トラベル
東武トラベル株式会社（とうぶトラベル）は、かつて存在した旅行会社。東武鉄道を中心とする東武グループの中の一社であった。

## 会社概要
1949年に全日本観光株式会社として設立、1971年に同系で東武鉄道沿線を営業エリアとしていた東武鉄道観光との合併により東武トラベル株式会社と商号変更し、「まごころ“Warmheart”」、「しなやか“Flexible”」、「チャレンジ“Challenge”」を企業理念とした東武鉄道100%出資の旅行会社である。本社は東京都墨田区にあったが、支店は北海道から九州まで全国に59ヶ所に存在した。また、東武トラベル独自で組む国内パッケージツアー「ユニック」の販売を始め、他社パッケージツアー（例えば、JTB、近畿日本ツーリスト、日本旅行、その他）も含む国内外の鉄道切符、航空チケット、バスチケット、船舶、ホテル、トラベラーズチェックなどの予約・販売を幅広く扱っていた。
また、浅草駅や池袋駅、とうきょうスカイツリー駅、東京スカイツリータウンにおける総合案内業務（カウンター業務）も行っていた。
2015年4月1日をもってトップツアー株式会社（旧：東急観光）と合併し、東武トップツアーズとなった。

## 沿革
- 1949年（昭和24年） - 全日本観光株式会社設立。
- 1965年（昭和40年） - IATA（国際航空運送協会）加盟。
- 1971年（昭和46年） - 東武鉄道観光株式会社と合併し、東武トラベル株式会社に商号変更。
- 2015年（平成27年） - トップツアー株式会社と合併し、東武トップツアーズとなる[1]。

## その他
不祥事
- 岡山支店が2009年3月11日に公正取引委員会の立ち入り調査を受け[2]、後に排除措置命令を受けた[3]。